# Armstrong Peak
Der Armstrong Peak ist ein 1470 m hoher Berg im ostantarktischen Enderbyland. Er ragt 24 km südöstlich des Mount Codrington in den Napier Mountains auf.
Norwegische Kartografen kartierten ihn anhand von Luftaufnahmen, die bei der Lars-Christensen-Expedition 1936/37 entstanden. Sie benannten ihn Austnuten (übersetzt: Ostgipfel). Weitere Luftaufnahmen entstanden 1956 im Rahmen der Australian National Antarctic Research Expeditions (ANARE). Namensgeber der heute gültigen Benennung ist der Geodät J. Christopher Armstrong († 2021), Teilnehmer der ANARE 1956, der im Dezember 1959 in der Umgebung einen nach den Sternen ausgerichteten Fixpunkt für Vermessungsarbeiten installierte.